# انگوره
انگوره (به لاتین: Engure) یک روستا در لتونی است که در شهرداری انگوره واقع شده‌است. انگوره ۱٬۵۷۲ نفر جمعیت دارد.